# سيلينوس

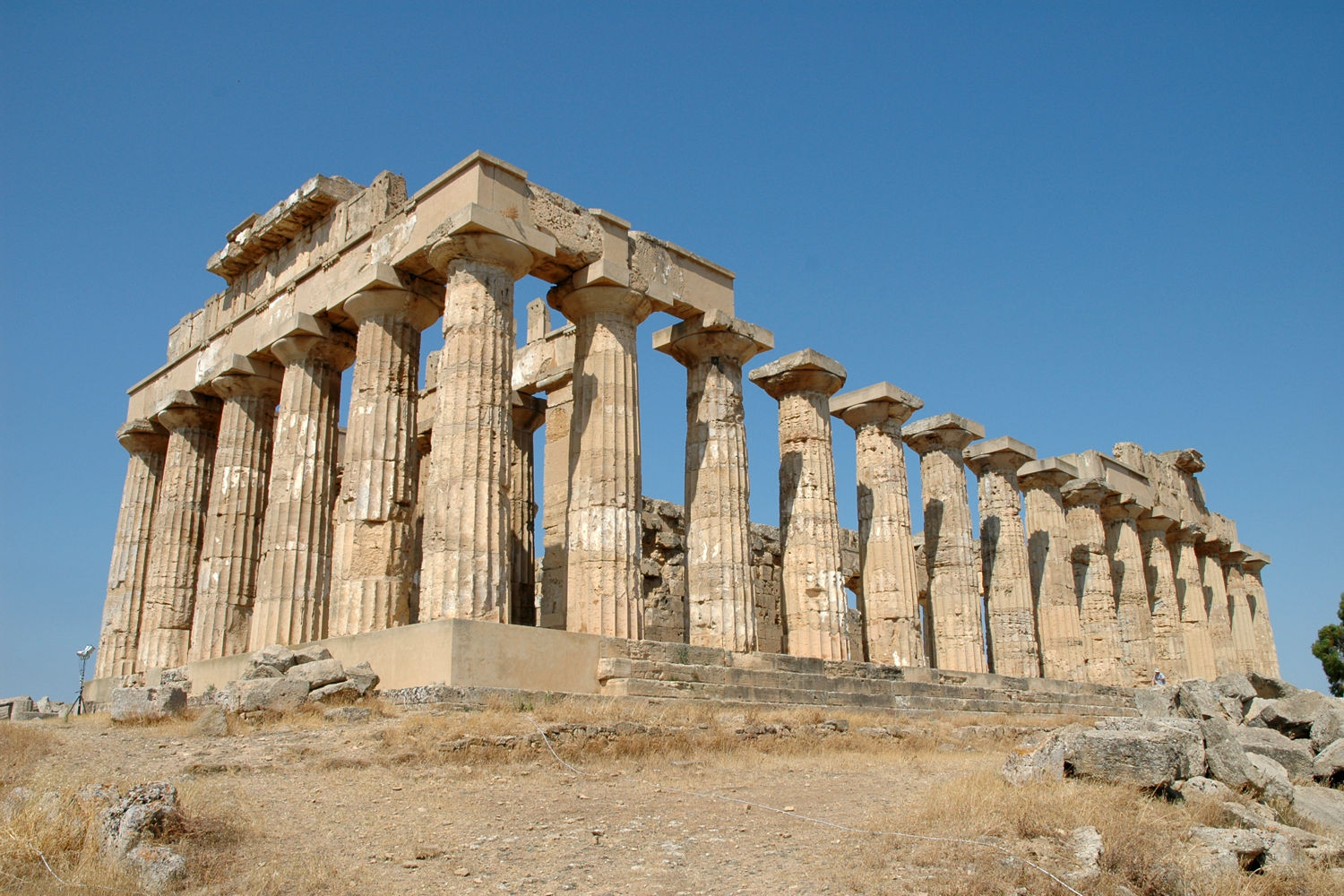
معبد هيرا في سيلينوس

سيلينوس وعرفها العرب باسم الأصنام (باليونانية:Σελινοῦς) موقع أثري يوناني على الساحل الجنوبي لصقلية جنوب إيطاليا. يقع بين واديي نهري بيليتشي وموديوني في مقاطعة تراباني. يحتوي الموقع الأثري على خمسة معابد ترتكز على الأكروبول. من المعابد الخمسة فقط معبد هيرا والمعروف أيضا باسم «المعبد إي» أعيد بناؤه.

## معرض صور

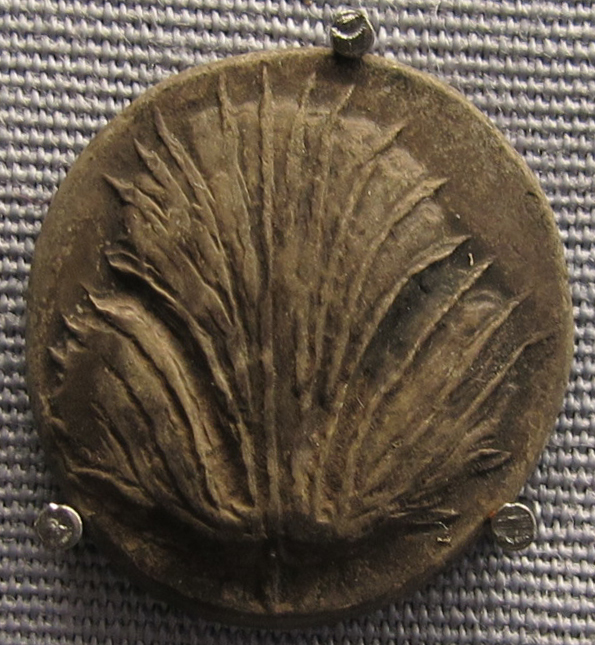
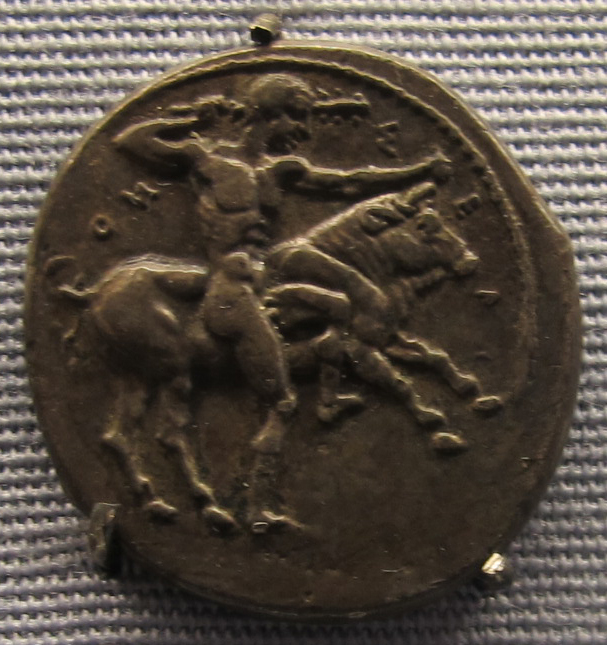
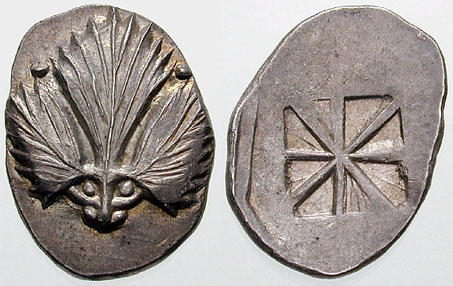
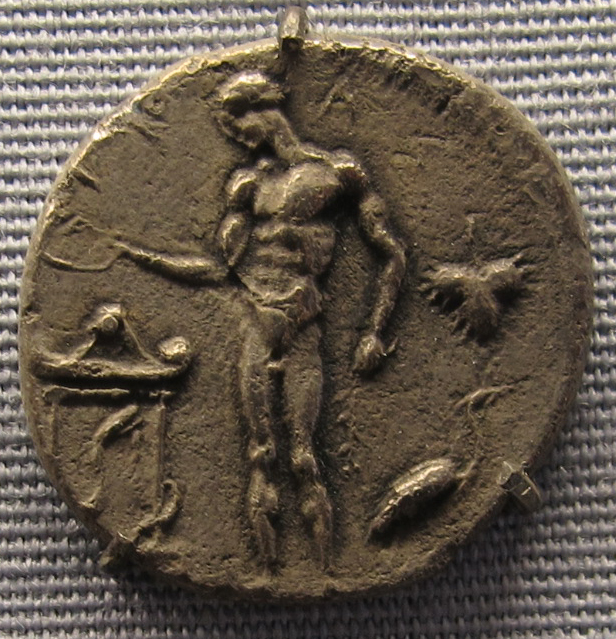
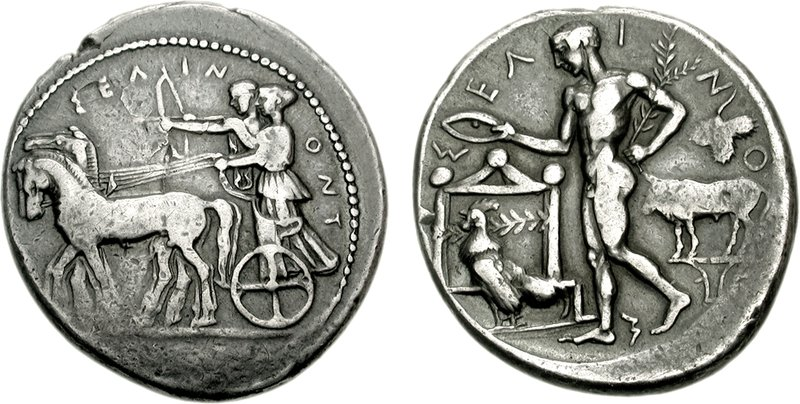